# فلوريان شتاهيل
فلوريان شتاهيل (10 مارس 1985 بزيورخ في سويسرا - ) هو لاعب كرة قدم سويسري في مركز الدفاع. لعب مع نادي زيورخ ونادي فادوتس ونادي لوزيرن.

## وصلات خارجية
- فلوريان شتاهيل على موقع قاعدة بيانات كرة القدم.إي يو (الإنجليزية)
- فلوريان شتاهيل على موقع Soccerway.com (الإنجليزية)
- فلوريان شتاهيل على موقع عالم كرة القدم.نت (الإنجليزية)